# Bélgica en los Juegos Olímpicos de Londres 1908
Bélgica estuvo representada en los Juegos Olímpicos de Londres 1908 por un total de 70 deportistas que compitieron en 11 deportes.  

## Medallistas
El equipo olímpico belga obtuvo las siguientes medallas:
| Nombre | Deporte           | Competición                  |
| --- | ----------------- | ---------------------------- |
| Oro |                   |                              |
| Paul Van Asbroeck | Tiro              | Pistola 50 yardas M          |
| Plata |                   |                              |
| Oscar De Somville Marcel Morimont Georges Mys Rémy Orban Rodolphe Poma Oscar Taelman Alfred Van Landeghem Polydore Veirman François Vergucht | Remo              | Ocho con timonel (M8+) M     |
| Réginald Storms | Tiro              | Pistola 50 yardas M          |
| René Englebert Charles Paumier du Verger Réginald Storms Paul Van Asbroeck                                                                   | Tiro              | Pistola 50 yardas por eqs. M |
| Léon Huybrechts Louis Huybrechts Henri Weewauters                                                                                            | Vela              | Clase 6 metre M              |
| Equipo | Waterpolo         | Torneo M                     |
| Bronce |                   |                              |
| Joseph Werbrouck | Ciclismo en pista | 20 km M                      |
| Paul Anspach Désiré Beaurain Fernand Bosmans Fernand de Montigny Ferdinand Feyerick François Rom Victor Willems                              | Esgrima           | Espada por eqs. M            |